# モース-ケリー集合論
数学基礎論において、モース-ケリー集合論（MK, 英: Morse-Kelley set theory）、ケリー-モース集合論（KM）、モース-タルスキー集合論（MT）、クワイン-モース集合論（QM）、またはクワインとモースのシステムとは一階述語論理によって記述される公理的集合論の一つ。MKと関連の深いフォン・ノイマン＝ベルナイス＝ゲーデル集合論（NBG）は、クラス内包公理図式に現れる論理式の束縛変数を集合の範囲に制限するが、モース-ケリー集合論は、ウィラード・ヴァン・オーマン・クワインが新基礎集合論について提案したように、これらの束縛変数が集合だけでなく適当なクラスを含むことが可能なように構成されている。 
モース-ケリー集合論は、数学者のジョン・ルロイ・ケリーとアンソニー・モースにちなんだ名前であり、Wang (1949)によって初めて言及され、後にケリーの教科書 General Topology （1955）の付録で大学院レベルのトポロジーの入門として示された。ケリーは、自身の本のシステムが、トアルフ・スコーレムとモースによるシステムの変形であると述べた。モース自身のバージョンは、後に彼の著書 A Theory of Sets （1965）に登場した。
ZFCの言語における言明がNBGで証明可能であるのは、それがZFCで証明可能である場合かつその場合に限るという点で、NBGはZFCの保存拡大である一方、モース-ケリー集合論は真の拡大である。クラス内包公理図式を有限個の公理で置き換えることができるNBGとは異なり、モース-ケリー集合論は有限公理化することができない。

## MKの公理と存在論
NBGとMKでは存在論が共通する。議論領域は真のクラスからなる。ほかのクラスの要素となるクラスを集合と呼ぶ。集合でないクラスは真のクラスである。原始的な原子文(atomic sentence)には帰属関係や等号を含む.
クラス内包に関する例外と細かな点を無視すれば、以下の公理はNBGと同じになる。公理の記号表現には以下の表記法を用いる：
- M 以外の大文字は、クラスの変数とする（外延性、クラス内包、基礎の各公理に現れる）。小文字は真のクラスでない変数を表す（∈の左側に現れるため）。MKは1ソートの理論であるため、この表記規則は単にわかりやすくするだけのものである。
- モナド的述語 {\displaystyle Mx} は「クラス x は集合である」という意味だが、 {\displaystyle \exists W(x\in W)} と略記する。
- 空集合 {\displaystyle \varnothing } は {\displaystyle \forall x(x\not \in \varnothing )} で定義する。
- クラス V はすべての可能な集合を要素に持つ全体クラスであり、 {\displaystyle \forall x(Mx\to x\in V)} で定義される。 V はフォン・ノイマン宇宙でもある。

外延性: 同じ要素を持つクラスは同じクラスである。
{\displaystyle \forall X\,\forall Y\,(\forall z\,(z\in X\leftrightarrow z\in Y)\rightarrow X=Y).}
同じ外延性を持つ集合とクラスは同一になる。そのため、逆に見えるにもかかわらずMKは2ソート理論ではない。
基礎: 空でない各クラス A は、少なくともその要素の1つとは互いに素である。
{\displaystyle \forall A[A\not =\varnothing \rightarrow \exists b(b\in A\land \forall c(c\in b\rightarrow c\not \in A))].}
クラス内包: φ(x) をMKの言語における任意の論理式とする。ここで x は自由変項、 Y は束縛変項である。 φ(x) は集合や真のクラスであるパラメータを含みうる。さらに結果的に、 φ(x) の中で量化された変項はクラスの変項であり、集合の変項ではない。これが、 MK が NBG と唯一異なる点である。 すると、 {\displaystyle \phi (x)} が真となるような集合 x のみからなる要素をもつクラス {\displaystyle Y=\{x\mid \phi (x)\}} が存在する。形式的には、 Y が φ で自由変項でない場合は以下のようになる。
{\displaystyle \forall W_{1}...W_{n}\exists Y\forall x[x\in Y\leftrightarrow (\phi (x,W_{1},...W_{n})\land Mx)]}
対: 任意の集合 x と y に対して、要素が x と y のみからなる集合 {\displaystyle z=\{x,y\}} が存在する。
{\displaystyle \forall x\,\forall y\,[(Mx\land My)\rightarrow \exists z\,(Mz\land \forall s\,[s\in z\leftrightarrow (s=x\,\lor \,s=y)])].}
対の公理によって、順序のない対から順序対 {\displaystyle \langle x,y\rangle } を、通常のように {\displaystyle \ \{\{x\},\{x,y\}\}} として定義できる。順序対があるため、クラス内包から集合上の関係や関数を順序対上の集合として定義でき、次の公理が可能になる。
サイズ制限: V と C との間に全単射が存在するとき、かつそのときに限り、C は真のクラスである。
{\displaystyle {\begin{array}{l}\forall C[\lnot MC\leftrightarrow \exists F(\forall x[Mx\rightarrow \exists s(s\in C\land \langle x,s\rangle \in F)]\land \\\qquad \forall x\forall y\forall s[(\langle x,s\rangle \in F\land \langle y,s\rangle \in F)\rightarrow x=y])].\end{array}}}
この公理の形式的なバージョンは置換公理と類似し、クラス関数 F で具体的に表現する。次の節では、サイズ制限公理が選択公理の通常の形よりどの程度強いかを論じる。
冪集合: p を、要素が集合 a の可能なすべての部分集合であるようなクラスとする。すると p は集合である。
{\displaystyle \forall a\,\forall p\,[(Ma\land \forall x\,[x\in p\leftrightarrow \forall y\,(y\in x\rightarrow y\in a)])\rightarrow Mp].}
和集合: {\displaystyle s=\bigcup a} を集合 a の和クラス（a の要素すべての和集合）とする。すると s は集合である。
{\displaystyle \forall a\,\forall s\,[(Ma\land \forall x\,[x\in s\leftrightarrow \exists y\,(x\in y\land y\in a)])\rightarrow Ms].}
無限: 以下の性質を持つ帰納的な集合 y が存在する： (i) 空集合 は y の要素である。 (ii) x が y の要素であれば、 {\displaystyle x\cup \{x\}} も y の要素である。
{\displaystyle \exists y[My\land \varnothing \in y\land \forall z(z\in y\rightarrow \exists x[x\in y\land \forall w(w\in x\leftrightarrow [w=z\lor w\in z])])].}
冪集合の公理と和集合の公理における p と s は全称量化であり、存在量化でないことに注意せよ。これはクラス内包公理が p と s の存在を示すのに十分であるのと対称的である。冪集合の公理と和集合の公理からは、 p と s が真のクラスでないことだけがわかる。
上記の公理は以下の集合論とも共通する。
- ZFC, NBG: 対、冪集合、和集合、無限
- NBG, （量化変項が集合に制限されている場合の）ZFC: 外延性、基礎
- NBG: サイズ制限

## 議論
Monk (1980) と Rubin (1967) はMKを中心に扱った集合論の教科書である。Rubin の存在論は原始元(urelement) を含む。これらの著者と Mendelson (1997: 287) は、 MK は集合論に期待されることをできるが、 ZFC や NBG よりも容易に扱えると発表した。
MK は ZFC や、その保存拡大であって真のクラスを持つよく知られた集合論である NBG よりも厳密に強い。実際、 NBG および結果的に ZFC も、 MK の中で無矛盾性を証明できる。 MK の強さはクラス内包公理図式が非可述であることに起因する。すなわち、 φ(x) はクラスの範囲での量化変項を含みうる。 NBG のクラス内包公理図式における量化変項は集合に制限されているため、 NBG のクラス内包は可述的でなければならない。（集合に対する分離の公理も NBG では非可述的である。なぜなら、 φ(x) の中の量化子はすべての集合の範囲にありうるためである。）NBG のクラス内包公理図式は有限個の公理で置き換えることができるが、これは MK では不可能である。 MK は、強到達不能基数の存在を主張する公理で拡張された ZFC と相対的に無矛盾である。
サイズ制限公理の唯一の長所は大域選択公理を含意するという点である。サイズ制限公理は Rubin (1967), Monk (1980), Mendelson (1997) には現れない。代わりに、これらの著者は通常の形式の局所選択公理と、クラス関数の定義域が集合であるならばその値域も集合であることを主張する「置換公理」を用いている。置換公理は、サイズ制限公理で証明できるすべて（ある形式の選択公理を除く）を証明できる。
サイズ制限公理と I が集合であること （故に宇宙は空集合でない）から空集合の集合性を証明できる。故に空集合の公理は不要である。もちろんこのような公理は追加できるが、その場合は公理に細かな修正が必要になりうる。集合 I は極限順序数 {\displaystyle \omega } より大きい集合になりうるため、 I は {\displaystyle \omega } と同一とはみなされない。この場合、 {\displaystyle \omega } の存在は何らかの形式のサイズ制限公理に基づく。
フォン・ノイマン順序数のクラスは整列可能である。（パラドックスの可能性があるため）これは集合ではなく、故にこのクラスは真のクラスであり、そしてすべての真のクラスは V と同じ大きさを持つ。故に V も整列可能である。
MK は、二階述語論理（これが表す二階の対象は述語言語ではなく集合内のものである）を背景に持つ ZFC である、二階の ZFC と混同されうる。二階の ZFC の言語はMK と類似し（同じ外延性を持つ集合とクラスは区別できないが）、実際の証明において、これらの統語的要素はほぼ同一である（同一であるのは MK が強い形のサイズ制限公理を含む場合に限る）。しかし、二階の ZFC の意味論は MK と大きく異なる。例えば、 MK が無矛盾であれば MK は可算な一階モデルを持つが、一方で二階 ZFC は可算モデルを持たない。

### モデル理論
ZFC, NBG そして MK はそれぞれ、ZFC におけるフォン・ノイマン宇宙 V で記述されるモデルを持つ。到達不能基数 κ を V の要素とする。そして Def(X) を Δ0 定義可能な X の部分集合とする（構成可能宇宙を参照）。すると以下が成り立つ。
- Vκ は ZFC のモデルである。
- Def(Vκ) は、サイズ制限公理を置換公理と通常の選択公理で置き換えることで大域選択公理を外した、 Mendelson 版の NBG のモデルである。
- Vκ+1 は Vκ の冪集合であり、 MK のモデルである。

### 歴史
MK は Wang (1949) により創始され、 J. L. Kelley (1955) General Topology の付録で知られるようになった。後者は次の節に示す公理を用いている。Anthony Morse (1965) A Theory of Sets のシステムはケリーのものと等価であるが、前述の定式化のような標準的な一階述語論理ではなく、特異な形式の言語で定式化されたものであった。非可述的クラス内包公理を含めた最初の集合論はクワインのML(Mathematical Logic) であった。これはZFCではなく、新基礎集合論のもとに構築されたものである。 非可述なクラス内包公理は Mostowski (1951) や Lewis (1991) でも提案されている。

## ケリーのGeneral Topologyにおける公理
この節における公理と定義は、一部の詳細を除き、 Kelley (1955) の付録から採った。以下の説明文は彼のものではない。付録では 181 個の定理と定義を説明し、公理的集合論の第一級の現役数学者による簡略説明であることに注意して読むことができる。ケリーは、以下の 構築 に列挙されている内容を展開するために、必要に応じて徐々に公理を導入した。
表記法について、今日よく知られているものは定義しない。また、ケリーによる表記法で特殊なものは以下の通り：
- ケリーはクラスの範囲の変数と集合の範囲の変数を区別しない。
- domain f は range f は関数 f の定義域と値域を表す。この特殊性は以下で重視される。
- ケリーの原始論理言語には {\displaystyle \{x:A(x)\}} （A(x) を満たすすべての集合 x のクラス） という形のクラス抽象（英語版）を含む。

定義: 任意の y に対して {\displaystyle x\in y} であるならば、 x は集合である（そして故に真のクラスではない）。
I. 外延性: 各 x と各 y に対して、「各 z に対して {\displaystyle z\in y} である場合かつその場合に限り {\displaystyle z\in x} である」場合、かつそのその場合に限り、x=yが成り立つ。
これは前述の 外延性 と同じである。I の範囲に集合だけでなく真のクラスを含む点を除いて、 I は ZFC における外延性の公理と同じになる。
II. クラス化（公理図式）:
各 {\displaystyle \beta } に対して、 {\displaystyle \beta } が集合であり {\displaystyle B} を満たす場合、かつその場合に限り、{\displaystyle \beta \in \{\alpha :A\}} である。
上記の言明において、 α と β をある変数で、 A をある論理式 C で、そして B をある論理式で置き換えたものが主張する公理である。B を置き換える論理式は、論理式 C について、α を置き換えた変数を、β を置き換えた変数で再度置き換えることで得られる。ここで、β を置き換える変数は A の中には出現しない。
構築: ブール集合代数。空クラスと宇宙クラス V の存在。
III. 部分集合: x が集合であるならば、各 z に対して {\displaystyle z\subseteq x} であるならば {\displaystyle z\in y} であるような集合 y が存在する。
III は、前述の冪集合に対応する。III から冪集合公理が成り立つことの証明の概略は以下の通り： 集合 x の部分クラスである任意の クラス z に対して、クラス z は III で存在を主張する集合 y の要素である。故に z は集合である。
構築: V は集合でない。単集合の存在。分出公理の証明。
IV. 和集合: x と y が両方とも集合であるならば、 {\displaystyle x\cup y} は集合である。
IV は、前述の対に対応する。IVから対の公理が成り立つことの証明の概略は以下の通り： 集合 x の単集合 {\displaystyle \{x\}} は集合である。なぜならば x の冪集合の部分クラスであるからである（III を2箇所で用いた）。すると IV は「x と y が集合であるならば、{\displaystyle \{x,y\}} が集合である」を含意する。
構築: 順序なし対および順序対、関係、関数、定義域、値域、関数の合成。
V. 置換: f が [クラス] 関数であり domain f が集合であるならば、 range f は集合である。
V は、NBG や ZFC における置換公理に対応する。
VI. 合併: x が集合であるならば、 {\displaystyle \bigcup x} は集合である。
VI は前述の 和集合 に対応する。 IV と VI は一つの公理にまとめられることがある。
構築: デカルト積、単射、全射、全単射、順序論。
VII. 正則性: {\displaystyle x\neq \varnothing } であるならば、{\displaystyle x\cap y=\varnothing } である x の要素 y が存在する。
VII は前述の基礎に対応する。
構築: 順序数、超限帰納法。
VIII. 無限: {\displaystyle x\in y} のときは {\displaystyle \varnothing \in y} かつ {\displaystyle x\cup \{x\}\in y} となる集合 y が存在する。
この公理（または等価なもの）は ZFC や NBG に含まれる。 VIII は、無限帰納集合 y と空集合 {\displaystyle \varnothing } という、2つの集合が無条件に存在することを主張する。{\displaystyle \varnothing } は、y の要素であるため、集合である。この時点までは、証明されていたものがすべてクラスであり、ケリーの集合の議論は完全に仮説であった。
構築:  自然数、N が集合であること、ペアノの公理、整数、有理数、実数。
定義: c が関数であり、かつ domain c の各要素 x について {\displaystyle c(x)\in x} であるならば、c は選択関数である。
IX. 選択: 定義域が {\displaystyle V-\{\varnothing \}} である選択関数 c が存在する。
IX は前述のサイズ制限から導出される大域選択公理に非常によく似ている。
構築: 選択公理と等価な命題。ZFC の場合、基数の構築のためにある種の選択公理が必要になる。
前述の公理において、すべての量化変項の範囲が集合に制限されている場合、III 以外の公理と公理図式 IV は ZFC 公理となる。IV は ZFC で証明可能である。故にケリーによる MK の定義では、MK が ZFC と異なる点は、変項の範囲が真のクラスと集合である点とクラス化公理図式がある点であることが明確になる。